# 阿尔韦里克
阿尔韦里克，是西班牙瓦伦西亚自治区巴伦西亚省的一个市镇。总面积27平方公里，总人口9268人（2001年），人口密度343人/平方公里。

## 友好城市
- 法國 勒布朗